# Plan de operaciones

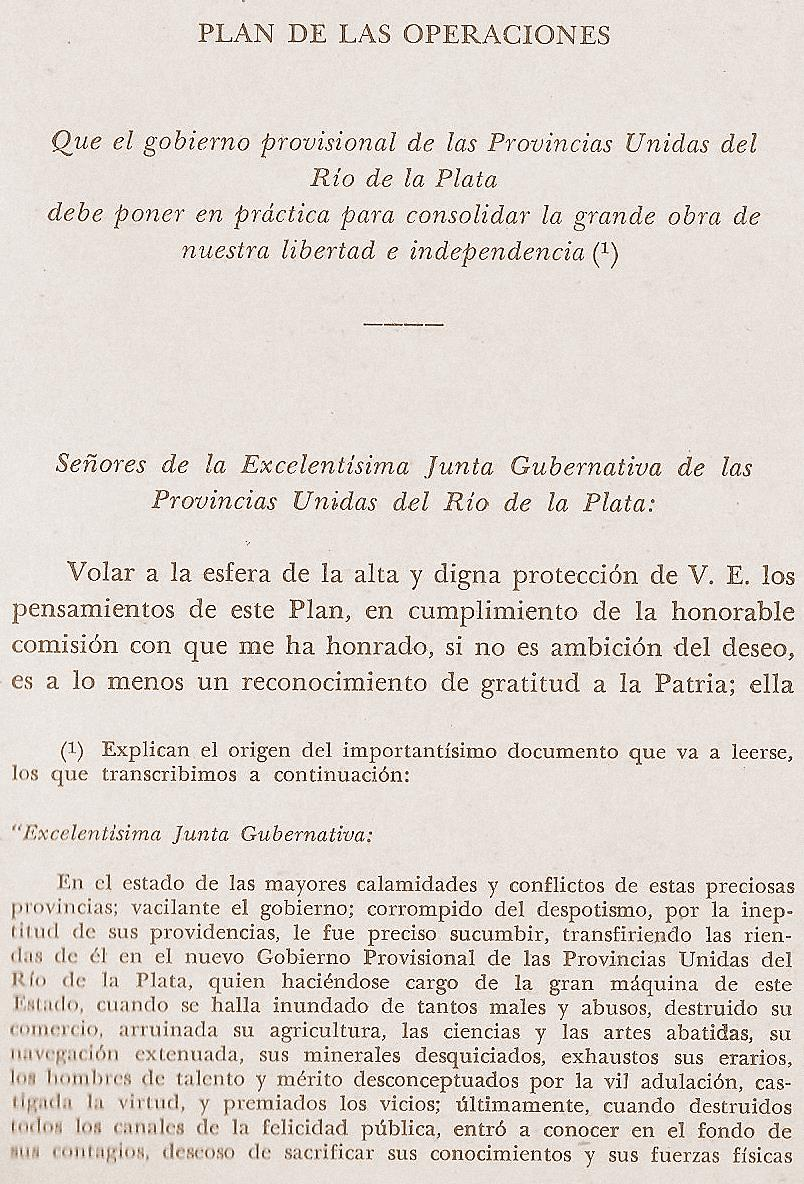
Primera página del Plan de Operaciones.

El llamado Plan de operaciones —textualmente Plano que manifiesta el método de las operaciones que el nuevo gobierno Provisional de las Provincias Unidas del Río de la Plata debe poner en práctica hasta consolidar el grande sistema de la obra de nuestra libertad e independencia— es un extenso documento que fue hallado por Eduardo Madero en el Archivo General de Indias, entre los años 1886 y 1887 y fue atribuido falsamente a Mariano Moreno. Consta de un exordio y nueve artículos, y contiene instrucciones de política exterior e interior, medidas militares, económicas y métodos para alcanzar objetivos tácticos y estratégicos. Tiene un apéndice, también copia de una copia del original, que contiene cinco actas o resoluciones en las que constan los pasos previos que dio la Junta de Buenos Aires para la elaboración del Plan, a pocos meses de su constitución.
En 1896, Norberto Piñero publicó en Buenos Aires la versión completa, que por su total novedad produjo un gran impacto en los ámbitos intelectuales, generando inmediatamente conflictos entre los que adjudicaban la autoría a Moreno —sosteniendo además la autenticidad del documento— y los que consideraban que era falso y contrario al ideario de la Revolución de Mayo y de Moreno. El debate continuó hasta comienzos del siglo XXI, periodo en el que se agregaron nuevos documentos y análisis a favor y en contra. Lentamente el debate languideció, en parte por la falta de nuevos aportes concretos a la autenticidad del Plan. En su momento, el historiador Enrique Ruiz Guiñazú llegó a afirmar categóricamente:

La historicidad y autenticidad del Plan de Moreno, no puede ni debe ser negada" en (Guiñazú, 1952, p. 186)

En 2015, con el libro Un plagio bicentenario, Diego Bauso demostró que el "Plan de Operaciones" era una copia literal de una novela histórica francesa publicada a partir de 1800: El cementerio de la Magdalena de J. B. P. Regnault-Warin, lo cual terminó de comprobar que Moreno no es su autor.

## Antecedentes
Sesenta y siete años antes de la publicación del Plan en Buenos Aires, algunos párrafos de ese documento fueron mencionados en 1829 por el historiador español Mariano Torrente en su libro Historia de la Revolución Hispano-Americana, publicado en Madrid. En una nota al pie aclaró que el documento, del cual nunca mencionó el título, le había llegado por casualidad. En alusión a Moreno dijo: "Se estremece el alma al considerar los atroces y bárbaros atentados de que es capaz una cabeza excéntrica, exaltada por el estúpido ídolo del republicanismo". Es significativo el comentario que hizo al estilo del documento: "mal zurcido, sin sintaxis ni método [...] pesado, confuso, repetitivo y fastidioso". Torrente fue un caso particular que unió su creencia en la autenticidad del documento con una crítica a su estilo y estructura. Por el contrario, los historiadores posteriores que aceptaron la validez del documento también lo evaluaron como brillante, profundo y lúcido; y los que la negaron hicieron exactamente lo contrario.
En 1855, Alejandro Magariños Cervantes publicó en la Revista de Ambos Mundos, que él dirigía en Madrid, un artículo de su autoría escrito en París titulado La Revolución Hispanoamericana (Apuntes para una mejor inteligencia de la historia del señor don Mariano Torrente). Su objetivo era limpiar el nombre de Mariano Moreno de todo aquello que había mencionado Torrente en su libro La Revolución Hispanoamericana de 1829. Siendo Magariños Cervantes un reconocido y activo escritor uruguayo y, desde abril de 1856, cónsul general de su país en Buenos Aires, resultó extraño que su artículo sobre Torrente y la mención del Plan atribuido a Moreno no fuera conocido en los círculos intelectuales que frecuentaba.
En 1858, el historiador alemán Georg Gottfried Gervinus, en su Historia del siglo XIX desde los tratados de Viena, mencionó a Moreno y su Plan tomando como fuente a Torrente. Pese a la muy divulgada traducción francesa de ese libro realizada por Juan Fréderic Minssen y publicada entre los años 1864 y 1874, la mención de Moreno como autor del Plan no fue conocida en Buenos Aires. Lo mismo sucedió con los Estudios sobre la América del historiador hispano cubano Gil Gelpí y Ferro publicados en La Habana en 1870 donde, basándose en Torrente, mencionó a Moreno citando textualmente párrafos de su informe secreto que bien 

podría atribuirse a Marat y demás "héroes" de la revolución francesa. (Gelpi y Ferro, 1870, p. 78)

## Publicación y primeras controversias
El 10 de junio de 1893, la junta directiva del Ateneo de Buenos Aires decidió editar obras agotadas o no publicadas en una colección que se llamaría "Biblioteca del Ateneo". Se encargó su realización a Norberto Piñero, comenzando con obras de Moreno. Cuando Bartolomé Mitre se enteró del proyecto, ofreció la copia de un documento desconocido e inédito de Moreno para que se incluyera en esa publicación. Eduardo Madero lo había encontrado en España y se lo había enviado a Mitre. Resultó extraño que ambos historiadores mantuvieran en secreto durante casi siete años un documento cuya importancia no podían ignorar. A esto se agregó que el puntilloso Mitre, cuando se le requirió el documento, no lo pudo encontrar en su archivo. Piñero solicitó entonces una nueva copia a España.
En junio de 1896 se dio a conocer el libro Escritos de Mariano Moreno en el que aparecía, entre las páginas 447 y 566 y por primera vez en la Argentina, lo que sería el famoso Plan de operaciones de Mariano Moreno. Tras el impacto que produjo esta novedad en los círculos intelectuales, rápidamente estalló la polémica entre Paul Groussac y Ernesto Quesada. La polémica se extendió a Piñero, a quien el primero acusó de "culpable ligereza" por haber incorporado a los Escritos un documento que, además de falso, injuriaba a Mariano Moreno al serle atribuida la autoría. Piñero tardó en contestar esas acusaciones debido a sus ocupaciones públicas en San Luis y Chile. Recién en 1897, y con mucha sobriedad, Piñero respondió con su ensayo Los escritos de Moreno y la crítica del señor Groussac, donde refutó sus objeciones y confirmó su creencia de que el Plan era auténtico. A partir de ahí, la polémica alcanzó niveles poco profesionales, especialmente de parte de Groussac, dando lugar a la intervención del ministro de Justicia, Culto e Instrucción Pública, que advirtió a este que moderara su lenguaje porque Piñero era, además, un representante diplomático del gobierno. Luego Piñero partió rumbo a Europa por tres años, y a su vuelta publicó una nueva edición de los Escritos, sin cambio alguno.
Groussac, no obstante su estilo agresivo, utilizando la nueva metodología histórica que provenía de Langlois y Seignobos, detalló con precisión algunos elementos anacrónicos que figuraban en el Plan. Uno de ellos fue que el título "[...] Provincias Unidas del Río de la Plata [...]": 

[...] suministra allí mismo [en el título] la prueba irrefutable de su "apocrifidad" [sic]. Ante un juez informado, no habría necesidad de leer una línea más: la expresión Provincias Unidas no puede ser de 1810. (Groussac, 1898, p. 297)

 Desde Piñero, que intentó justificarlo diciendo que "la diferencia no es grande", en adelante, nadie pudo rebatir a Groussac. Lo mismo ocurrió con la expresión "Superior Gobierno" que figuraba en el Acta firmada por Belgrano en julio de 1810. Groussac señaló que esa "expresión" recién apareció en el Estatuto de 1811 y que Belgrano jamás la utilizó salvo en este documento.

## Pruebas de que elPlansería apócrifo

### Detalle de algunas inconsistencias
- El anacrónico título "provincias unidas", inexistente en 1810, no solo aparece en el Plan sino también en las Actas que lo acompañan las que están firmadas por Belgrano, Saavedra y Paso. En ningún otro documento firmado por estos tres miembros de la Junta llaman al país de esta manera en 1810 ni muy avanzado el año 1811.
- El Plan menciona la asonada en Montevideo del "12 de agosto del presente año bajo la dirección del comandante de infantería ligera..". Esta frase contiene tres errores: primero, la asonada se produjo un mes antes, el 12 de julio; segundo, la aclaración "del presente año" es innecesaria pues el Plan fue escrito al mes siguiente; y tercero, el comandante no era "de infantería ligera" sino de "Voluntarios del Río de la Plata", un error significativo que Moreno no podría haber cometido.
- En el proemio del Plan, el supuesto Moreno dice que sus ideas surgen de los conocimientos sobre el corazón humano que adquirió durante "veinticinco años de estudios". Esto implicaría que comenzó a estudiar estos importantes asuntos cuando tenía apenas siete años.
- Existen errores en el tratamiento protocolar: Paso llama a Moreno "vocal" pese a que en las comunicaciones públicas y privadas siempre se lo trató como "secretario". En una de las Actas Belgrano aparece firmando como "doctor" pese a que Belgrano, que no era doctor, nunca lo hizo en los cientos de documentos que llevan su firma.
- Como el documento hallado era una copia del manuscrito secreto entonces resultó incoherente que las firmas que figuraban en la copia no coincidieran con las firmas reales manuscritas de Belgrano, Azcuénaga, Matheu y Paso que firmaban de una manera diferente. El secretario Paso aparece firmando como "doctor" pese a que siéndolo nunca agregó a su firma ese título.[7]
- Enrique de Gandía, uno de los más acérrimos defensores de la autenticidad del Plan, hizo una interesante y certera observación. Ciertas frases del Plan ––escribió–– o son [interpolaciones] posteriores a agosto de 1810, o bien Moreno anticipó lo que iba a ocurrir, capacidad que no volvió a mostrar en ningún otro documento.[8] Las predicciones fueron las siguientes: la llegada desde Europa de San Martín, Alvear y Holmberg; el otorgamiento de "escudos" como premio a los soldados; la construcción de columnas o pirámides; escribir en lugares públicos el nombre de los militares destacados; el importante rol que cumplirían personas que lo harían un año después: Artigas y Rondeau; la mención por su nombre de desconocidos caudillos orientales que recién lo serían a partir de febrero de 1811: Eusebio Valdenegro y Leal, Manuel Artigas, Venancio Benavides y otros, y finalmente gran parte de los hechos históricos que habrían de suceder en la Banda Oriental recién a partir de 1811. En ningún caso existen "anticipaciones" que se refieran al Alto Perú y Paraguay, dos temas prioritarios de la Junta en julio-agosto de 1810.
- El Plan contiene fantásticos proyectos de "desmembrar la América del Brasil" mediante la conquista de la provincia de Río Grande do Sul y quizás de todo el Brasil con decenas de miles de soldados y el apoyo de Inglaterra con vista a repartirse después puertos y puntos principales del Brasil.[9] Todo esto fue escrito supuestamente cuando la Junta planeaba enviar dos expediciones militares con pocos recursos al Alto Perú y Paraguay, con instrucciones redactadas posiblemente por el propio Moreno de no comprometer esos escasos recursos en acciones que pudieran ser desfavorables.

### La búsqueda de los posibles autores
En 1921, Ricardo Levene, partiendo de la base de que el documento era apócrifo, intentó identificar a los posibles falsificadores. Finalmente pudo demostrar, con pericias caligráficas, que el documento hallado en Sevilla fue escrito por un tal Álvarez de Toledo, hasta entonces un personaje casi desconocido.
Esta novedad no fue trascendente porque identificar al copista no implicaba identificar al autor. Sin embargo, permitió vincular a Andrés Álvarez de Toledo con el Plan. 
En 1917, J. Francisco V. Silva, en su libro, El libertador Bolívar y el Deán Funes en la política argentina, mencionó que en la Biblioteca Nacional de Madrid existía una copia firmada por la princesa Carlota Joaquina de Borbón y fechada en Río de Janeiro en enero de 1815. Era la copia que la princesa había enviado a su hermano Fernando VII.
En 1921, Levene comunicó que existía otra copia en la Universidad de Míchigan. La misma fue comprada a los libreros Stevens Sons & Stiles de Londres. Ahí aparece una nota aclaratoria con los nombres de Felipe Contucci y nuevamente Álvarez de Toledo, este último "secretario" de aquel. En la nota se menciona que el Plan fue remitido desde "Buenos Aires" a Río de Janeiro para "enredar y enemistar a dicho Gabinete con el gobierno de Buenos Aires". Levene dedujo que ese era el objetivo del Plan.
Se conocen dos copias más: La que figura en el Museo Imperial de Petrópolis, inédita, comunicada por Enrique Ruiz Guiñazú en 1952 y la que figura en el Archivo General de la Nación Argentina comunicada en 1957 por Roberto Etchepareborda. Levene siguió creyendo, sin prueba alguna, que la copia de Sevilla era la "copia primitiva, matriz de la familia de copias" que existían del documento. 
En 1953, Alfredo Gargaro detectó otro anacronismo difícil de rebatir. En el Plan, que se escribió entre julio y agosto de 1810, se mencionaba al periódico La Gazeta de Montevideo. Pero en esa época, en Montevideo, no existía ni imprenta ni periódico, los que aparecieron varios meses después. Este anacronismo, según Gárgaro, ponía "punto final a la discusión" y tenía la "virtud de una fuerza atómica".
En 1970, el historiador Carlos Segreti, siguiendo las huellas de Levene, hizo otro aporte interesante. Comparó el Plan con una carta que Álvarez de Toledo envió al funcionario portugués Paulo Fernández Viana el 20 de abril de 1814 a la que adjuntó copia de una carta del caudillo oriental Ramón Otorgués. Según Segreti estas dos cartas, las de Álvarez de Toledo y la de Otorgués tenían palabras, peculiaridades ortográficas, giros idiomáticos, estructura y objetivos similares al Plan. La conclusión de Segreti fue que Álvarez de Toledo era el autor de la carta de Otorgués y el Plan,  con lo que daba por terminado el debate sobre quien había sido el autor del Plan. Segreti supuso que el Plan fue fraguado en 1814 para provocar la intervención portuguesa en la Banda Oriental. La crítica histórica no pensó lo mismo aunque mantuvo a Álvarez de Toledo en la lista de autores sospechosos.

## Pruebas de que elPlansería verdadero
Si bien Piñero contestó las objeciones que Groussac había señalado en su primer artículo de 1898 no hizo lo mismo con las que había hecho Groussac en su segundo artículo.  Consideró que ya había demostrado con "grande e invencible argumento" que "[...] la autenticidad estaba ya garantida por el ofrecimiento que hizo al Ateneo el eminente historiador señor Mitre, de una copia del Plan".  Concretamente, si Mitre tuvo en su poder el documento durante siete años y decidió finalmente proponer su publicación, fue porque lo consideraba auténtico y a Moreno como su autor. Con este recurso a "la autoridad", Piñero asumió que "el asunto debía tenerse por concluido". Recién en 1921, Levene retomó la discusión diciendo que "las dudas del señor Groussac sobre la autenticidad y posterioridad de redacción del documento no [habían quedado] esclarecidas" por Piñero. Se trató de la primera crítica a lo que se había transformado casi en un axioma y que duraría más de un siglo: que los argumentos de Piñero, que sostenía que el Plan era auténtico, se habían impuesto a los argumentos de Groussac, que sostenía que era una falsificación. 
Se utilizaron varios procedimientos para demostrar la autenticidad del Plan: 
- En primer lugar se continuó lo iniciado por Piñero. Se trató de rebatir cada objeción que Groussac, Levene y otros habían señalado como prueba de la falsedad del documento. Todos estos intentos, pese al esfuerzo e ingenio empleado, no tuvieron éxito.
- Se intentó explicar los evidentes anacronismos, repeticiones, textos sospechosos, errores, etc. como equivocaciones o correcciones inocentes o "modernizaciones" de los copistas del documento. Tampoco se descartó que hubieran sido "agregados" a posteriori para desprestigiar a Moreno y la Junta. El documento quedó así dividido en dos: una gran parte se consideró como verdadero y una pequeña parte se aceptó como dudoso o falso. Levene se opuso a esta dicotomía porque consideraba que la autenticidad del documento debía evaluarse como un todo. Tampoco quedó en claro cómo se podía separar objetivamente las partes interpoladas o falsas de las que correspondían al texto original o verdadero.
- En 1952, Enrique Ruiz Guiñazú, que sostenía que el Plan era auténtico, señaló acertadamente que debía "intensificarse la búsqueda y exégesis de nuevas comprobaciones históricas basadas en la exhibición documental".[15] A partir de la década del 60, Eduardo O. Dürnhöfer adquirió una gran cantidad de manuscritos de Moreno. Siguiendo a Ruiz Guiñazú, uno de sus objetivos fue encontrar en estos nuevos documentos las pruebas que terminaran con la polémica. En el año 1982, Durnhofer demostró que un párrafo de la traducción que había hecho Moreno de la obra de Volney conocida como Las ruinas de Palmira coincidía con el Plan.[16] Durante muchos años siguió repitiendo que esta comprobación fundamental había terminado con la polémica. También encontró otras coincidencias en una traducción corregida de la Constitución de los Estados Unidos que hizo Moreno.  El Instituto Moreniano,  el Instituto Bonaerense de Numismática y Antigüedades y Enrique de Gandía apoyaron estas comprobaciones. Este último comentó con firmeza: "Solo una mano fue la autora de esta cita o trascripción: la de Moreno. Y es imposible probar lo contrario".[17] Veintiséis años después, en 2015, lo que era imposible dejó de serlo.

## La novela de Regnault-Warin
En efecto, en 2015 se publicó el libro Un Plagio Bicentenario de Diego Javier Bauso. Esa investigación presentó un hallazgo tan notable y sorprendente como el que había producido la publicación del Plan en 1896: diversas partes (el exordio, su conclusión y parte del articulado) del Plan de Operaciones eran una copia textual de la traducción española de El cementerio de la Magdalena de Jean Baptiste Philadelphe Regnault-Warin, una novela histórica con influencias góticas. La versión original de esa novela, en cuatro tomos, se publicó en París en 1800-1801. El editor Vicente Salvá lo publicó por primera vez en español en Sevilla en 1810. Por razones comerciales utilizó el auge monárquico "fernandista" que dominaba por entonces el mundo hispánico, y que luego demostraron su acierto, Salvá le agregó al título original una aclaración: "o, la muerte de Luis XVI, de la Reina y del Delfín de Francia". La novela también incluía, como el Plan, falsos documentos "justificativos" para dar mayor verosimilitud al relato. Bauso demostró puntualmente que muchos párrafos del Plan, cuya autenticidad los historiadores habían intentado demostrar comparándolos con documentos probadamente verdaderos de Moreno, también habían sido copiados de esa novela.
En su momento Dürnhöfer había probado la autenticidad del Plan comparando los conceptos de un párrafo con 99 palabras del Plan con un texto de Volney que había traducido Moreno y que supuestamente había influenciado en él. Con argumentos muy frágiles y en un contexto historiográfico con escasos cuestionamientos críticos, Dürnhöfer logró convencer a destacados historiadores de la solidez de su argumentación. Sin embargo, ese párrafo no lo escribió Moreno ni tenía nada que ver con Volney. Para probar esto fehacientemente, Bauso solo necesitó aparear dicho párrafo con uno existente en la novela francesa. De las 99 palabras, la mayoría figuraban, una a una y en el mismo orden, en la obra de Regnault-Warin escrita una década antes. Las restantes eran modificaciones que hicieron los falsificadores para ajustar el contexto histórico de la novela al contexto histórico del Plan: reemplazaron "Luis XVI", que figuraba obviamente en la novela, por "la Corona de España" que incorporaron al Plan. 
Eliminado Moreno como autor del Plan, el documento ha perdido validez e importancia como fuente historiográfica: 
1. para atribuir a Moreno un determinado modelo de orden político con sus respectivos métodos para lograrlo;
2. para probar el "jacobinismo" Robesperiano de Moreno, ni sustentar  "como algunos pretendieron hasta hoy, una mística revolucionaria",  ya sea para ensalzarlo o denigrarlo;[20]
3. para considerarlo como el instrumento que utilizó la Junta primero, y los partidarios de Moreno después como guía concreta de su accionar político "revolucionario";
4. para explicar el accionar de San Martín cuando fue gobernador de Mendoza o el terrorismo de Rosas.[21]

Sobre este último caso, el historiador Enrique Arana extrajo del Plan la siguiente frase: 

[Pregunta]¿Por qué nos pintan a la libertad ciega y armada con un puñal? [Respuesta] Porque ningún estado envejecido, o provincias, pueden regenerarse ni cortar sus corrompidos abusos, sin verter arroyos de sangre". (Moreno, 1896, p. 467)

Arana la utilizó para aseverar: "¿Qué otra cosa hizo Rosas en 1840 que poner literalmente en práctica el sistema de gobierno aconsejado en 1810 por Mariano Moreno?". Pero lo notable fue que, tanto Arana como otros historiadores que la glosaron durante 115 años, ignoraran que la pregunta pertenecía a Robespierre y la respuesta a Raynal que la escribió en 1780 cuando Moreno tenía apenas dos años. El párrafo que eligió Arana, pese a estos antecedentes, también provenía directa y textualmente de la novela de Regnault-Warin.
Este descubrimiento también respaldó la vieja sospecha de que el Plan habría sido un plagio para conformar un documento creíble desde el punto de vista doctrinario, con el fin de inducir a la Corte portuguesa de Río de Janeiro a ciertos objetivos políticos en la Banda Oriental hacia 1814.